# Rolf Mares

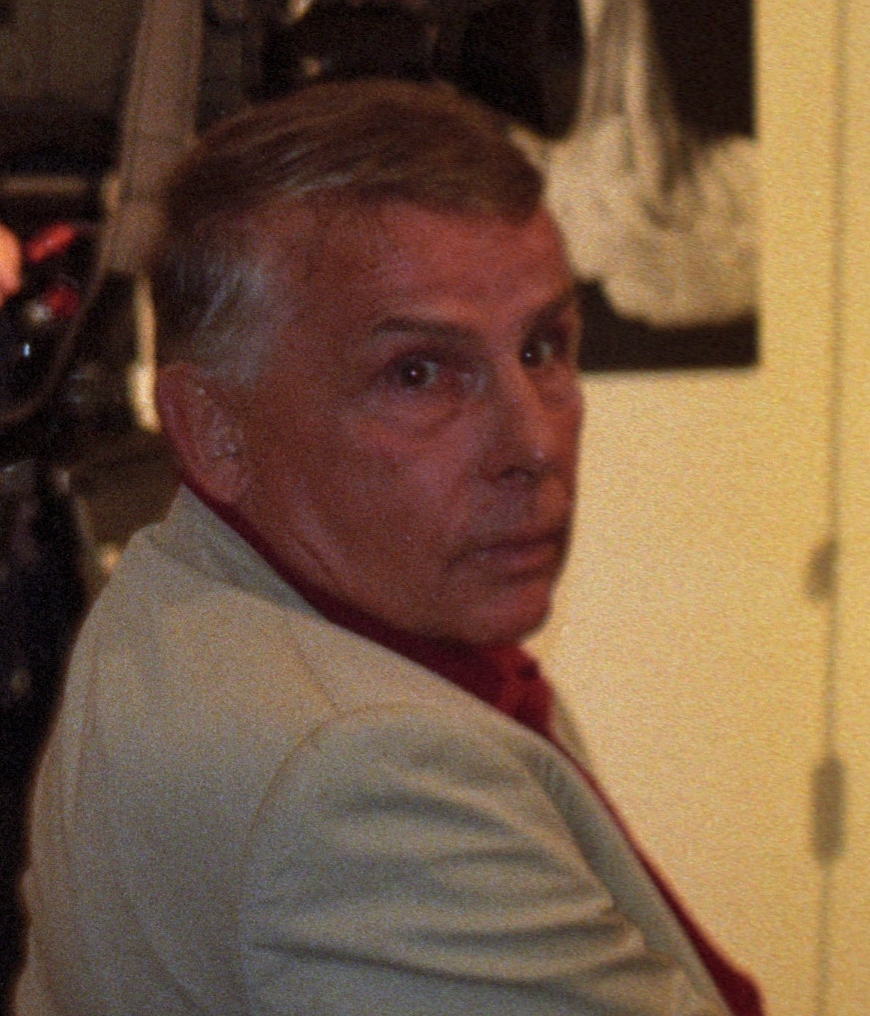
Rolf Mares, 1995

Rolf Mares (* 16. Juni 1930 in Travemünde; † 1. Mai 2002) war Intendant und Verwaltungsdirektor der Staatsoper und Staatstheater der Freien Hansestadt Hamburg, Hamburger Politiker (Parteilos) und Mitglied der Hamburgischen Bürgerschaft für die CDU.

## Privates
Rolf Mares wuchs in Hamburg auf und machte zunächst nach der Schule eine Tischler- und Zimmermannslehre. Es folgte eine Verwaltungslehre bei der Stadt Hamburg und von 1949 bis 1953 eine Anstellung als Verwaltungsbeamter bei der Finanzbehörde, wo er die Grundlagen für seine späteren Tätigkeiten als Verwaltungsdirektor in der Praxis erlernte.
Sein größtes Hobby war die Musik. Darüber hinaus war er ein begeisterter Tennis- und Fußballspieler und engagierte sich ehrenamtlich in Sport-Vereinen.

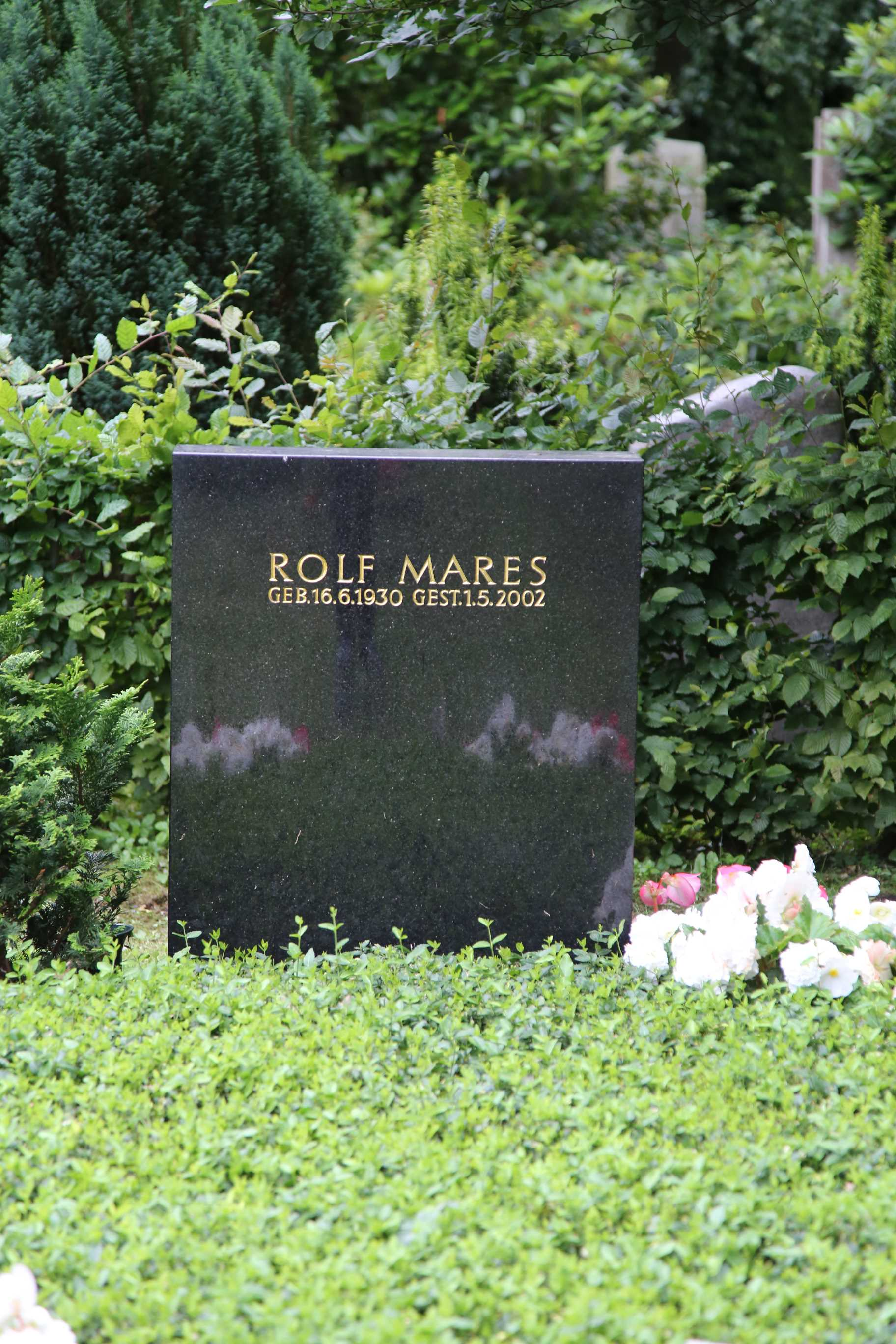
Grabstein von Rolf Mares auf dem Ohlsdorfer Friedhof

2002 starb Mares nach einer schweren Leukämie-Erkrankung. Er hinterließ seine Ehefrau und zwei Söhne. Mares wurde auf dem Friedhof Ohlsdorf in Hamburg beigesetzt.

## Kultur und Theater
1964 wurde er unter dem Intendanten Oscar Fritz Schuh zum Verwaltungsleiter an das Deutsche Schauspielhaus geholt. Kultur-Senator Hans-Harder Biermann-Ratjen hatte ihn aus der Finanzbehörde herausgelöst und befördert.
1966 wechselte er an das Thalia Theater und übernahm während der Intendanzen von Kurt Raeck und Boy Gobert für sieben Jahre die Position des Verwaltungsdirektors und stellvertretenden Intendanten.
Von 1974 bis 1988 war er Staatsoperndirektor, Geschäftsführender Direktor und stellvertretender Intendant der Hamburgischen Staatsoper. Er arbeitete dort mit den Intendanten August Everding, Christoph von Dohnányi, Kurt Horres sowie Rolf Liebermann und dem Choreographen John Neumeier vom Hamburg Ballett zusammen. An der Hamburgischen Staatsoper fanden Opern-Aufführungen höchster künstlerischer Qualität statt. Highlights waren Otello mit Placido Domingo, der damit seine Weltkarriere begann, James Levine als Dirigent in einer Inszenierung von August Everding oder Elektra dirigiert von Karl Böhm mit der Besetzung von Astrid Varnay, Leonie Rysanek, Birgit Nilsson oder Liebestrank mit Luciano Pavarotti. Rolf Mares leitete das große Ensemble der Hamburgischen Staatsoper während Abwesenheit der Intendanten. Zusätzlich ermöglichte er finanziell die Entwicklung künstlerischer Fantasie und höchster Qualität. Für die finanzielle Stabilität kämpfte er unerbittlich.
1979 bis 1980 war er in Doppelfunktion zusätzlich als Interimsdirektor bzw. Geschäftsführer mit dem Schauspieler Günter König am Deutschen Schauspielhaus tätig. Das Traditions-Theater an der Kirchenallee sollte nämlich während der Spielzeit 80/81 für 30 Millionen renoviert und mit einem Parkhaus-Neubau verbunden werden. Das war nur durch ein Interimsdirektrium möglich, weil keiner der vorgeschlagenen Intendanten eine Tätigkeit ohne festes Haus und Personal akzeptierte. Mit der Intendanz von Ivan Nagel (1972 bis 1979) hatte sich am Deutschen Schauspielhaus ein zeitgemäßes Theater provokanter Inszenierungen durchgesetzt. Rolf Mares arbeitete hier mit Rudolf Noelte, Giorgio Strehler, Manfred Karge, Luc Bondy, Wilfried Minks, Claus Peymann, Peter Zadek, Jérôme Savary und Matthias Langhoff. Mit dem Umbau traten extreme Sparmaßnahmen ein, die ein künstlerisches Programm kaum zuließen. Seine Kenntnisse der Hamburger Szene ermöglichten es ihm die aufwendigen Renovierungsarbeiten mit Ausweichquartieren durchzuführen, wie Operettenhaus am Spielbudenplatz und Kampnagelfabrik, wo später alternative Theaterkonzepte stattfinden sollten. In der Erfahrung mit dem zeitgenössischen Repertoire in der Kampnagelfabrik sah Mares einen programmatischen Ansatz, die er dann auch für die Anwerbung von neuen Besuchergruppen durch Bespielung alternativer Spielstätten an der Hamburger Staatsoper nutzte.
In dieser Zeit erschloss die Hamburgische Staatsoper neue Publikumsschichten durch die Entdeckung unkonventioneller Spielstätten und innovative Aktivitäten.
1975 wurde die Studiobühne Opera stabile als Experimentierbühne gegründet und besteht seither als kleinbesetztes (nicht nur zeitgenössisches) Musiktheater. Ein neu ausgerufener Hamburger Komponistenpreis sicherte in diesem extravaganten Spielort das künstlerische Programm mit herausragenden Uraufführungen. Sensationellen Erfolg hatten Jakob Lenz von Wolfgang Rihm (1979) und die Weiße Rose von Udo Zimmermann (1986). Als Pendant hierzu gründete man die Opera mobile, mit der Gastspiele u. a. in Seniorenheimen und Strafvollzugsanstalten bestritten werden konnten. Besonders nachhaltigen Eindruck hinterließ die Uraufführung Cosmopolitan Greetings von Allen Ginsberg (Libretto), George Gruntz und Rolf Liebermann (Musik), Robert Wilson (Bühnenbild und Regie), in der Kampnagelfabrik im Hamburger Stadtteil Barmbek.
1988 eröffnete Mares die Komödie Winterhuder Fährhaus. Von 1988 bis 1999 leitete er als Intendant die Komödie Winterhuder Fährhaus und entwickelte die Spielstätte in Kooperation mit den Wölffer-Bühnen unter Christian Wölffer, wie die Komödie und das Theater am Kurfürstendamm Berlin zum bestbesuchten Privattheater in Deutschland. In dieser Zeit profilierte die Komödie mit einem etwas riskanteren gehobenen Spielplan, der sich von anderen Privattheatern in Hamburg und Berlin deutlich unterschied. Zuletzt konnte er 12.000 Abonnenten gewinnen. Mares Zitat: Das Publikum vertraut uns. In der Auswahl der Stücke liegen wir deutlich zwischen sehr gut und gut, im Service dasselbe.
1999 ging er als Theatermacher in Ruhestand.
Von 1975 bis 2002 unterrichtete er im Studiengang Kulturmanagement an der Hochschule für Musik und Theater.

## Politik
In der 16. Wahlperiode von 1997 bis 2001 war er Mitglied der Bürgerschaft der Freien und Hansestadt Hamburg. Für die CDU-Fraktion war er im Landesparlament Fachsprecher für Kultur und Vorsitzender im Kulturausschuss. Wegen seiner fortgeschrittenen Erkrankung lehnte er nach dem Regierungswechsel 2001 das Angebot ab, als Kultursenator in den Senat von Ole von Beust einzutreten.
1998 forderte er als Kulturpolitiker in der Stadtratsitzung ein Kulturkonzept für das Jahr 2000.
1999 protestierte Mares in der Bürgerschaft als Sprecher des Kulturausschusses gegen die rigiden Sparmaßnahmen an der Hamburger Staatsoper und sprach von einer Katastrophe
für Oper und Stadt.

## Ehrenämter
- Seit 1979 war Mares im Beirat der Deutschen Bank, Hamburg.[22]
- Seit 1989 war er Mitglied und Vorsitzender[23] des Beirats der Hamburger Symphoniker.
- Von November 1998 bis 19. Juli 1999[24] war er Vorstandsvorsitzender des Hamburger SV.[25]
- 1989 bis 2002 war er Berater der Wölffer-Bühnen: Komödie und das Theater am Kurfürstendamm Berlin, Komödie Winterhuder Fährhaus, Komödie Dresden.

## Auszeichnungen
- 1997 erhielt er von der Hochschule für Musik und Theater den Professorentitel.
- 2002 wurde Rolf Mares vom Senat der Freien und Hansestadt Hamburg die Biermann-Ratjen-Medaille für seine Verdienste um die Kultur der Stadt verliehen.

## Schriften
- Mares, Rolf: Betriebsformen des heutigen Theaters. In:Forschungsinstitut für Musiktheater der Universität Bayreuth (Hrsg.): Strukturprobleme des Musiktheaters in der Bundesrepublik Deutschland. (= Schriften zum Musiktheater, Bd. 1, Redaktion:Dorothea Glatt-Behr). Bayreuth Mühl’scher Universitätsverlag (1978). ISBN 3-921733-03-0.
- Mares, Rolf: Beitrag; in: Der Dammtorbrother. anläßlich seines 75. Geburtstags von Herbert Paris (von 1. August 1955 bis 31. Dezember 1973 Direktor der Hamburgischen Staatsoper.) 1. Dezember 1984.

## Hamburger Kulturpreis
Der als „Hamburger Theater-Oscar“ bekannte Rolf-Mares-Preis zählt zu den begehrten Auszeichnungen der Hansestadt.
Gesellschaftliches Engagement war bei Rolf Mares groß geschrieben. Schon zu seinen Lebzeiten initiierte er einen bedeutenden Kulturpreis, der postum nach ihm benannt wurde. Mit dem Rolf-Mares-Preis soll in verschiedenen Kategorien die besondere Leistung im Bereich Theater gewürdigt werden.
Den darin enthaltenen Sonderpreis für langjährige außergewöhnliche Leistungen im Rahmen des Hamburger Theaterlebens hätte Rolf Mares verdient.